# Колимське водосховище
Колимське водосховище (рос. Колымское водохранилище) — штучна водойма в Магаданській області Росії, утворена на річці Колима внаслідок будівництва Колимської ГЕС. Спроєктовано інститутом Ленгідропроект.

## Основні характеристики
Довжина — 148 км. Ширина — 6 км. Площа — 441 км². Об'єм — 14,56 км³. Найбільша глибина — 120 м. Площа водозбору — 61 500 км². Середньобагаторічний стік — 14,2 км³. Площа затоплених сільгоспугідь — 40 840 га. Наповнення розпочато 1980 року, введено в експлуатацію 1995 року.
Під час наповнення водосховища було затоплено кілька робітничих селищ — Сибік-Тиллах, Вітряний, Ясна Поляна, Теплий, Ювілейний, селище Конго на річці Конго.